# مارثا فينيش
مارثا فينيش (بالإنجليزية: Martha Fenech)‏ (ولدت في 13 سبتمبر 1990) عارضة أزياء مالطية وحاملة لقب ملكة جمال سابقة التي مثلت بلدها مالطا في مسابقة ملكة جمال العالم 2008 في جنوب أفريقيا, كما فازت بمسابقة ملكة جمال كون مالطا 2016 ومثلت مالطا في مسابقة ملكة جمال الكون 2016 في الفلبين.

## روابط خارجية
- ملكة جمال العالم مالطا